# مارتي براون (موسيقي)
مارتي براون (بالإنجليزية: Marty Brown)‏ هو موسيقي ومغن مؤلف أمريكي، ولد في 25 يوليو 1965.

## وصلات خارجية
- الموقع الرسمي
- مارتي براون على موقع ميوزك برينز (الإنجليزية)
- مارتي براون على موقع أول ميوزيك (الإنجليزية)
- مارتي براون على موقع ديسكوغز (الإنجليزية)